# Villa Manin

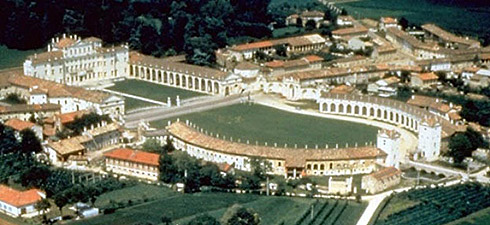
Vista del complesso

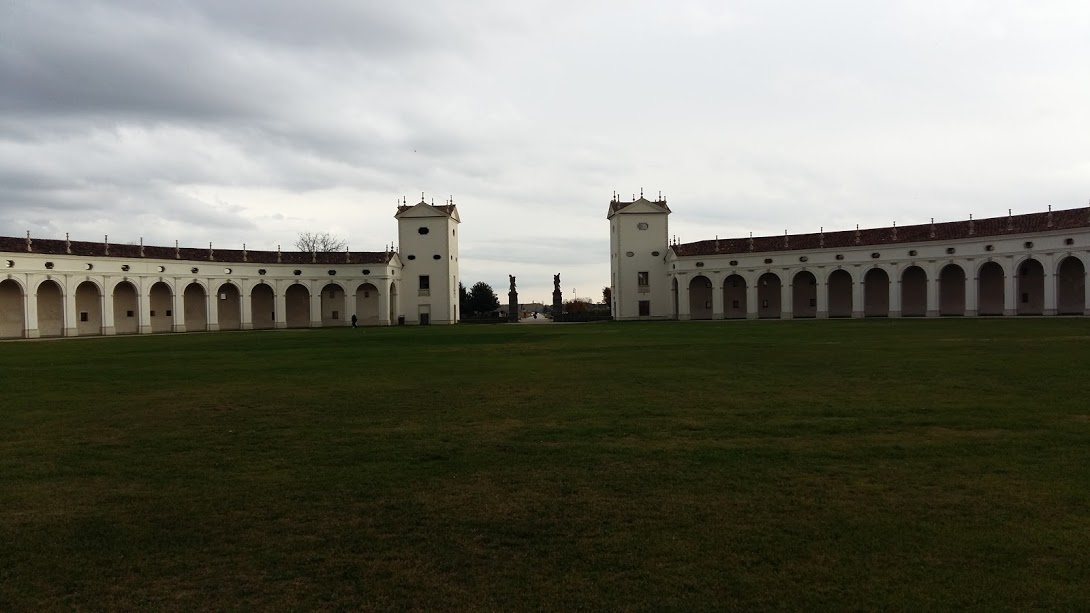
L'esedre di levante e ponente

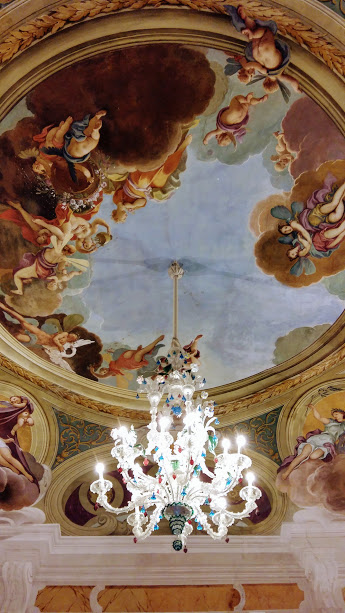
Affresco raffigurante il Trionfo della Primavera del pittore francese Louis Dorigny

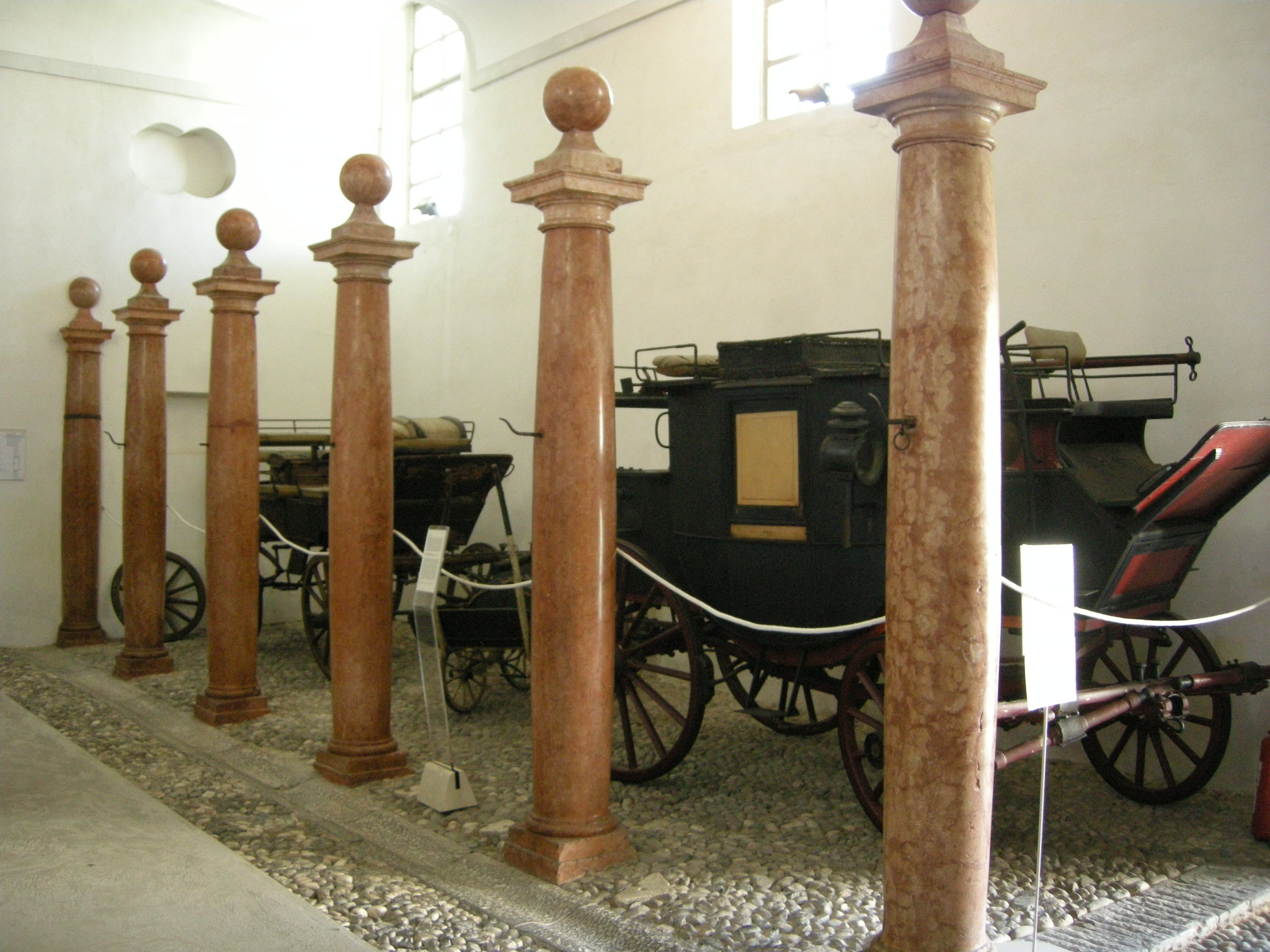
Museo delle Carrozze

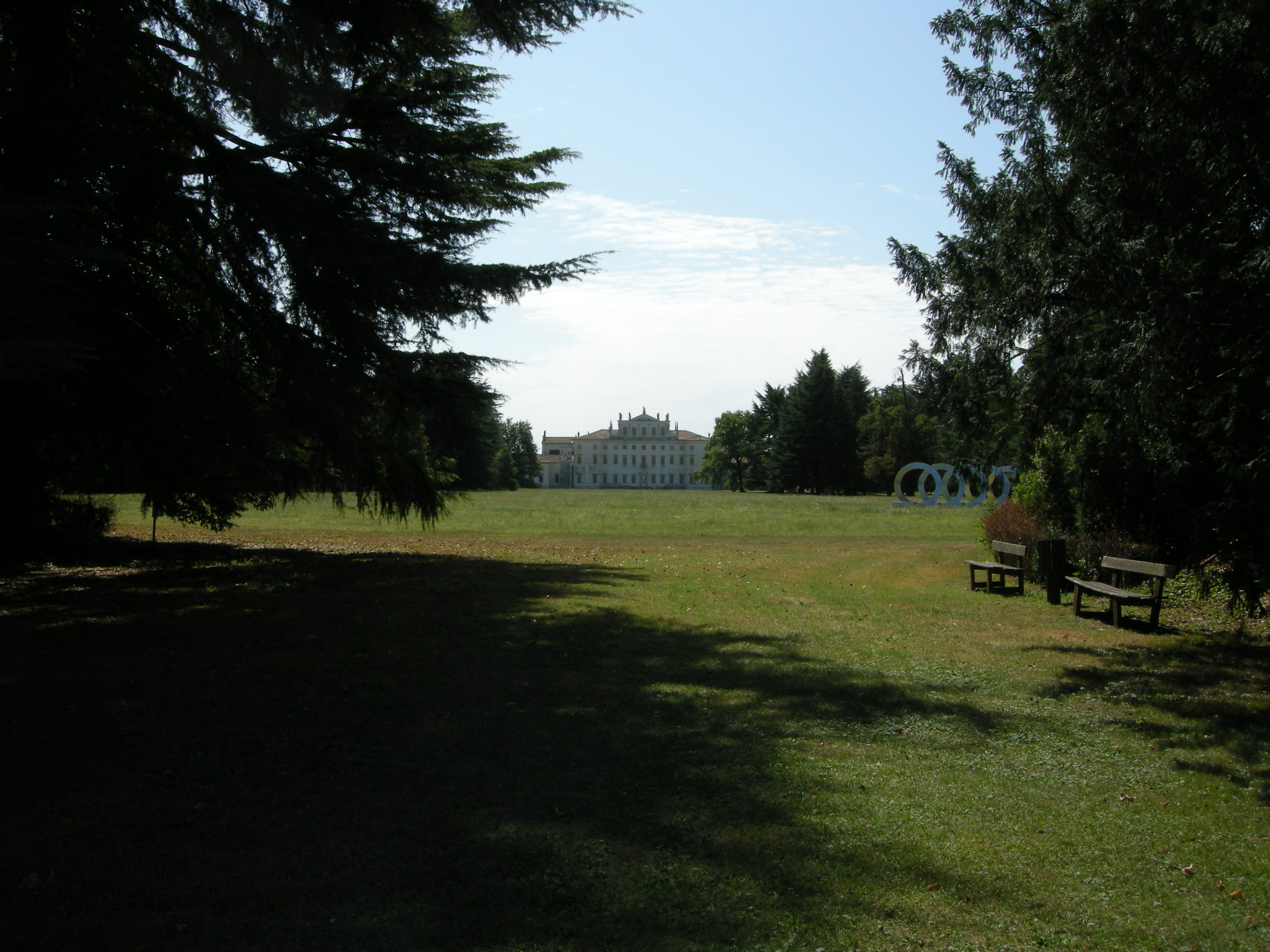
Il parco

Villa Manin di Passariano è una villa veneta situata a Passariano di Codroipo (provincia di Udine), complesso architettonico monumentale sorto nel Cinquecento per volere del nobile friulano Antonio Manin che, alla perdita del dominio dei mari, si concentrò sulle risorse offerte dalla terraferma, impiantando un'azienda agricola e ponendovi al centro una casa padronale. Dimora dell'ultimo doge di Venezia, Ludovico Manin, vi abitò nel 1797 per circa due mesi Napoleone Bonaparte con Giuseppina Beauharnais. Qui furono condotti molti colloqui per la stipula del trattato fra Francia e Austria noto con il nome di Trattato di Campoformio ed ivi firmato il 17 ottobre 1797. La villa, restaurata alla fine degli anni sessanta, dal 2004 al 2008 è stata sede di un centro di arte contemporanea e ospita mostre internazionali.

## Storia
La famiglia Manin, documentata a Firenze sin dal Mille, era giunta in Friuli (Aquileia e Cividale) a seguito delle lotte tra Guelfi e Ghibellini e sostenne quel ruolo e quella politica in terraferma di Venezia che troverà pieno sviluppo nel Cinquecento, epoca in cui Antonio Manin entrò in possesso della gastaldia di Sedegliano e si insedia a Passariano. La costruzione dell'edificio è ascrivibile tra il 1650 e il 1660.
Negli anni successivi i nipoti Ludovico Manin I e Francesco IV ripresero il progetto, forse aiutati dall'architetto Giuseppe Benone. 
L'originario aspetto seicentesco della villa differiva radicalmente da quello presente, dovuto alle trasformazioni e agli ampliamenti settecenteschi voluti da Ludovico II e Ludovico III (detto Alvise) e realizzati prima ad opera dell'architetto veneziano Domenico Rossi (che nel 1707 disegna la piazza quadrata e, dopo il 1718, forse realizza la monumentale esedra) e poi da Giovanni Ziborghi, che tra gli anni 1730 e 1740 fece innalzare le barchesse. La sopraelevazione del nucleo gentilizio centrale, eseguita con la consulenza di Giorgio Massari, verrà invece realizzata dopo il 1745. L'ampio parco (oltre 17 ettari), situato nella parte posteriore, sembra dovuto alla volontà del "maestro di casa" Ziborghi.
Il nipote Ludovico Manin la trasformerà successivamente in un complesso organico che, oltre alla funzione agricola, rispecchia altresì una volontà di rappresentanza. La cappella di Sant'Andrea fu costruita nel primo Settecento (1708) da Domenico Rossi. La villa fu la dimora dell'ultimo doge di Venezia, Ludovico Manin. Vi abitò nel 1797 per circa due mesi Napoleone Bonaparte con Giuseppina Beauharnais. Qui furono condotti molti colloqui per la stipula del trattato fra Francia e Austria noto con il nome di Trattato di Campoformido (17 ottobre 1797).
Consistenti interventi ottocenteschi, soprattutto opera di Giannantonio Selva, hanno modificato il parco originario restituendo un luogo complicato dai rimaneggiamenti e dalle sostituzione delle stesse essenze arboree. Nel 1962 la villa passò in proprietà dell'Ente Ville Venete di Venezia (oggi Istituto Regionale Ville Venete) con decreto ministeriale di pubblica utilità che ne aveva autorizzato l'esproprio al prezzo simbolico di 140 milioni di lire; prezzo da liquidazione fallimentare considerando lo stato d'abbandono in cui era rimasta la residenza dell'ultimo doge Ludovico Manin.
L'Ente Ville Venete aveva iniziato il restauro della Villa con una spesa di circa 200 milioni di lire. L'interrogativo era sulla destinazione della Villa una volta restaurata, con una superficie utilizzabile di 1.800 metri quadrati e un parco di 19 ettari. In questo clima di incertezza, incontrò il favore del Comune di Udine il progetto di Aldo Rizzi, storico dell'arte e direttore dei Civici Musei di Udine, di fare dell'antica residenza nobiliare una prestigiosa sede di grandi mostre d'arte. Un'idea che trovò il sostegno della Regione Autonoma Friuli-Venezia Giulia che nel 1969 aveva acquistato la villa dall'Ente Ville Venete. Rizzi, che ne fu conservatore dal 1972 al 1993, vi organizzò nel 1971 la memorabile mostra inaugurale del Tiepolo (325.000 visitatori) e creò dopo il terremoto del 1976 la Scuola del Restauro, che ha salvato numerosi capolavori d'arte.
Villa Manin fu anche sede di tre puntate del programma tv internazionale Giochi senza frontiere: una nel 1972 e due nel 1993. Sede per più edizioni del Festivalbar, celebre quella del 1993 dove ha vinto la canzone Nord sud ovest est degli 883.
Ha ospitato Sting nel tour "King of Pain" il 25 luglio 1993. Il 24 luglio 2008 ha ospitato la rockband americana dei R.E.M.,  Il 28 giugno 2010 i Motörhead e il 17 agosto 2010 la band britannica Iron Maiden. Il 13 agosto 2012 ha ospitato il concerto dei Foo Fighters mentre il 26 settembre 2012 ha ospitato il concerto dei Radiohead. Il 17 giugno 2013 ha ospitato il concerto dei Kiss e l'11 luglio 2013 il concerto dei Rammstein.
Dal 2017 la villa è diventata sede della Fondazione Roberto Capucci, in essa è stato infatti trasferito dalla sede di Roma l'Archivio Capucci costituito da abiti e migliaia di disegni e illustrazioni.

## Descrizione

### Esterni

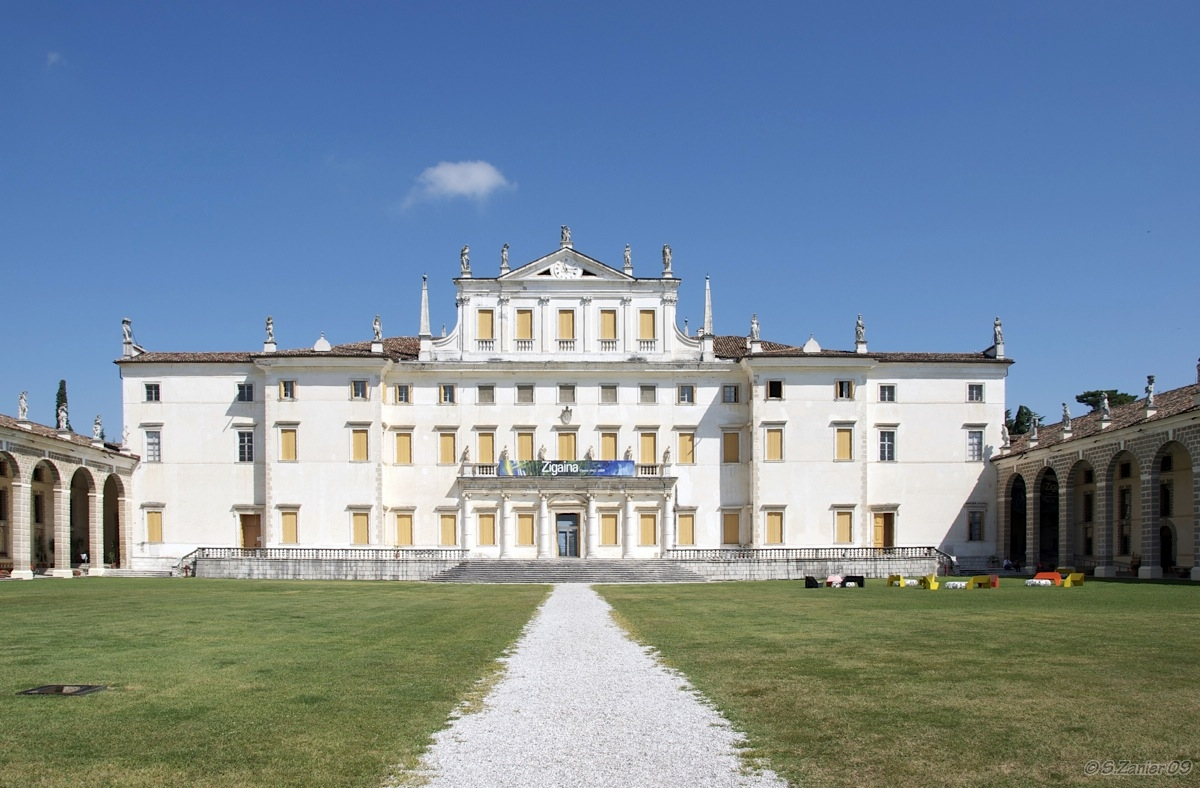
Facciata anteriore
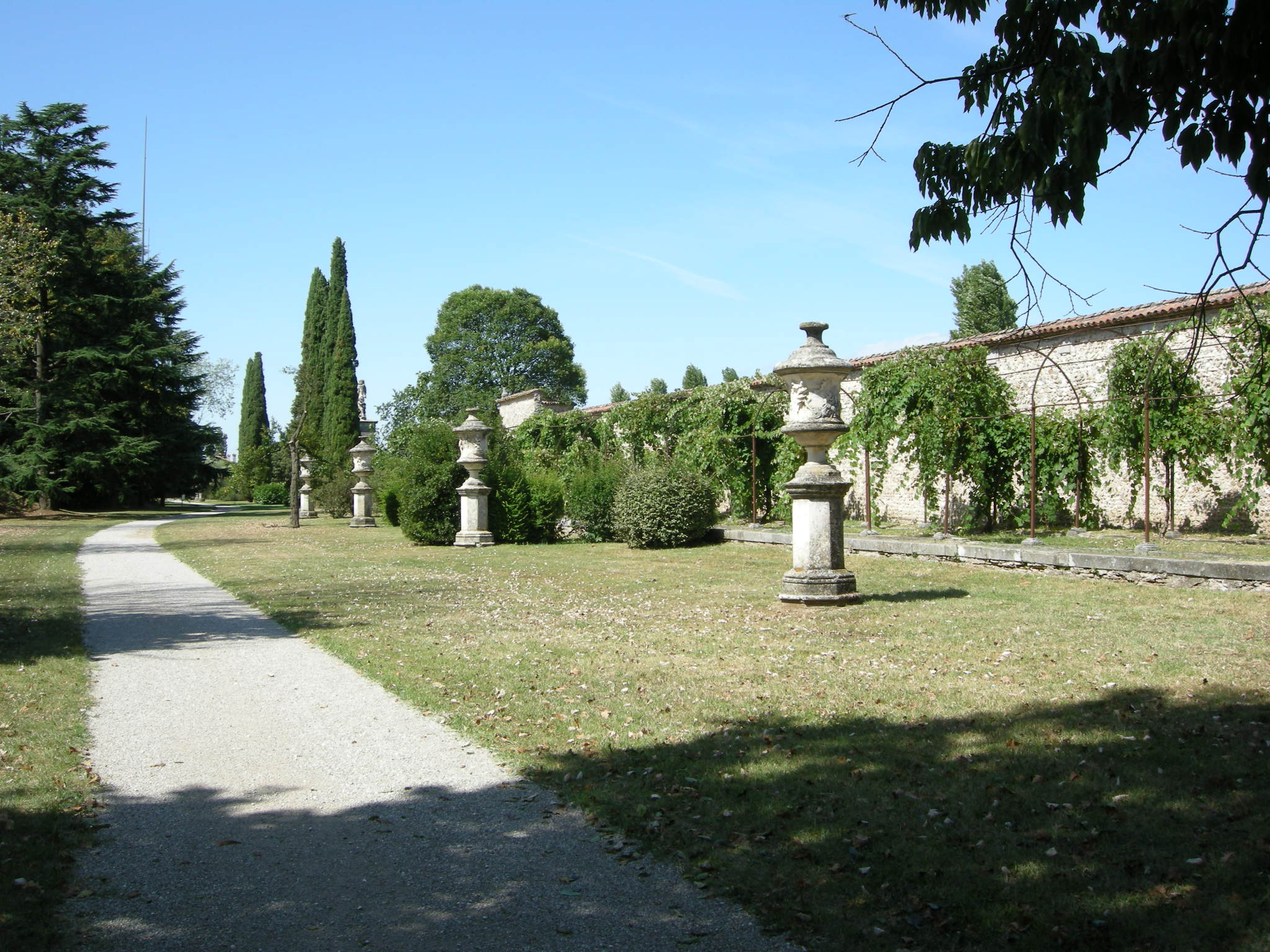
Parco

### Interni

#### Decorazione
Oltre che come pregevole opera architettonica, la Villa è importante anche per le settecentesche opere d'arte che conserva. La villa è arricchita da affreschi di Ludovico Dorigny, Jacopo Amigoni e Pietro Oretti, tele di Francesco Fontebasso e da sculture del Torretti.
In una sala a levante, nel 1708, il parigino Ludovico Dorigny affresca nel soffitto, entro il tondo centrale, il Trionfo della Primavera e nei quattro ovati minori che lo attorniano le allegorie dell'Amore, della Gloria, della Ricchezza, dell'Abbondanza. La sua pittura dai colori freddi e smaglianti che predilige figure eleganti su sfondo di limpidi cieli e adotta soluzioni spericolate (amorini e ninfe su nubi che vanno al di là della cornice) risulta nel complesso accademica e convenzionale.
Alle pareti, in monocromo su sfondo dorato, dipinge alcune scene con Apollo e Marte, Venere e Bacco, Giudizio di Paride, e Pan e Siringa tra varie figure allegoriche. Rese gradevoli dal chiaroscuro di gusto francese, dalla precisione linearistica, da un mirabile equilibrio, ad esse si ispirerà il giovane Tiepolo chiamato ad operare nell'Arcivescovado di Udine nel 1726-1730.

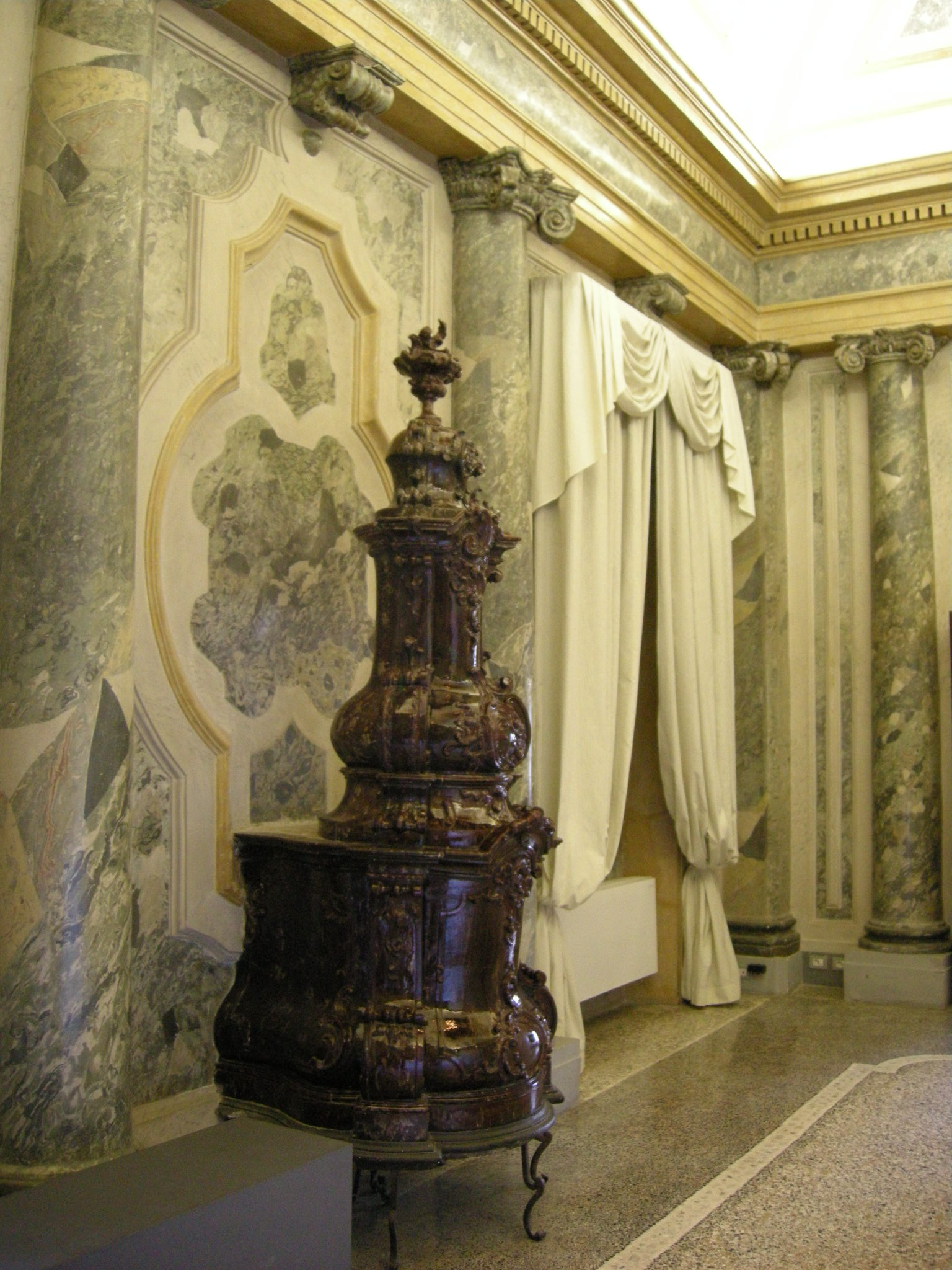
La cosiddetta "Sala della stufa"
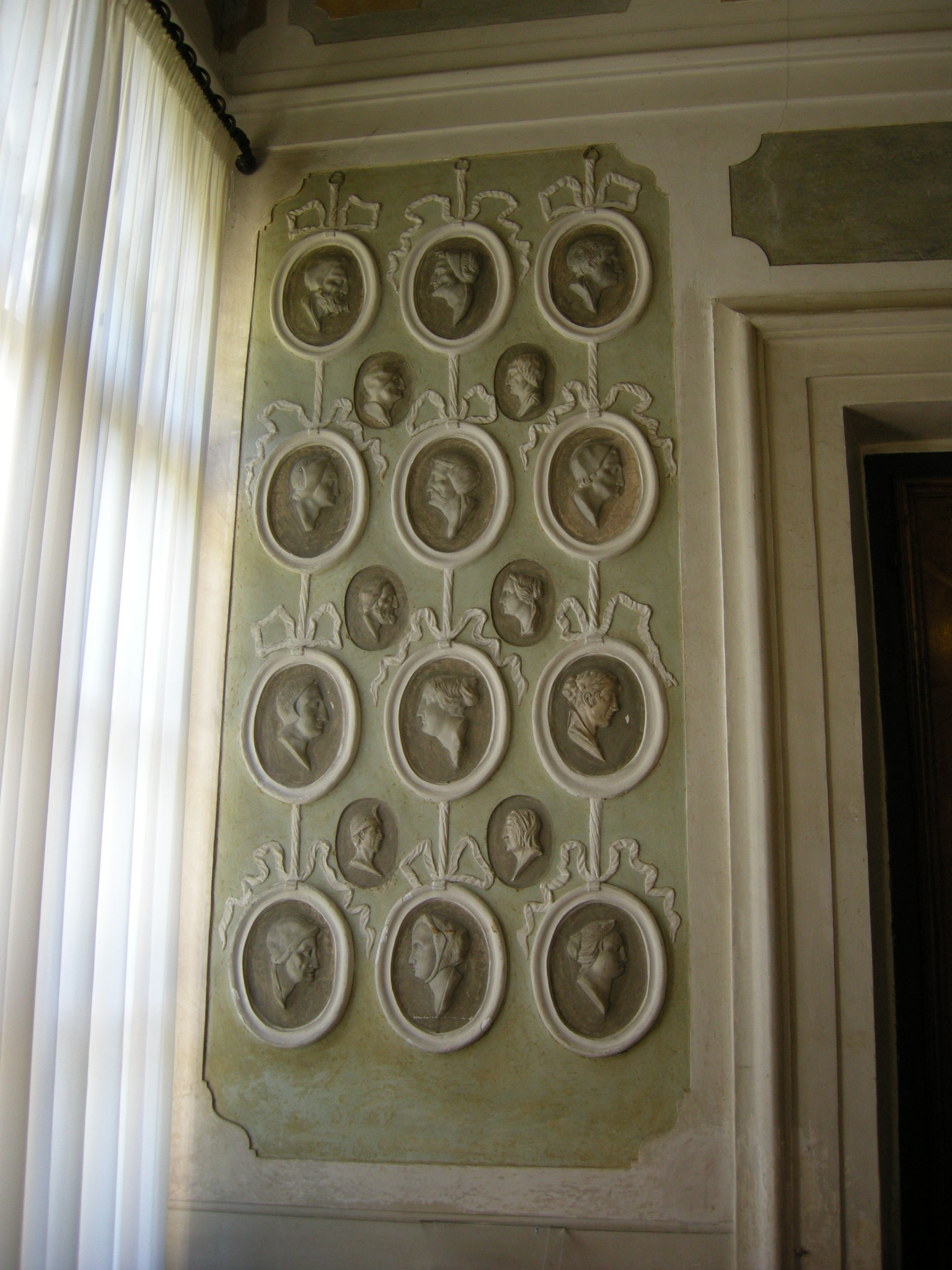
Saletta con medaglioni di stucco (dettaglio)

### Cappella di Sant'Andrea
Al complesso di villa appartiene anche la cappella di Sant'Andrea, costruita nel primo Settecento (1708) da Domenico Rossi e situata fuori dalla piazza quadrata addossata alla barchessa e alla porta orientale. L'edificio è a pianta quadrata con angoli smussati (quasi un ottagono). La facciata, con timpano e due coppie di colonne laterali, è ornata sul margine del frontone con statue e gruppi marmorei di Pietro Baratta. All'interno, nella sacrestia, due altari in marmo di Giuseppe Bernardi-Torretti e nell'aula altri due altari con pala in marmo lavorati a rilievo dello stesso Torretti.

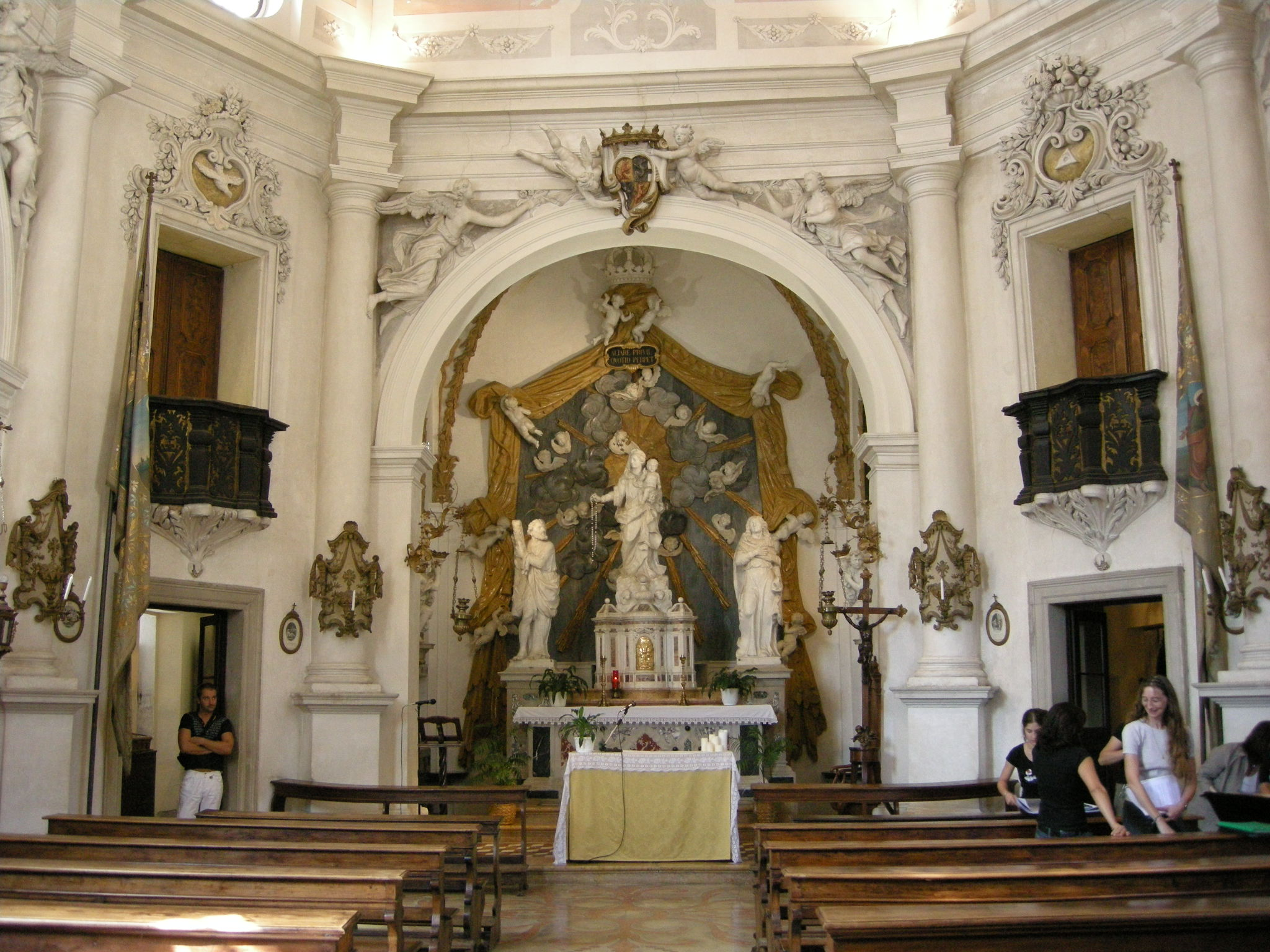
Cappella
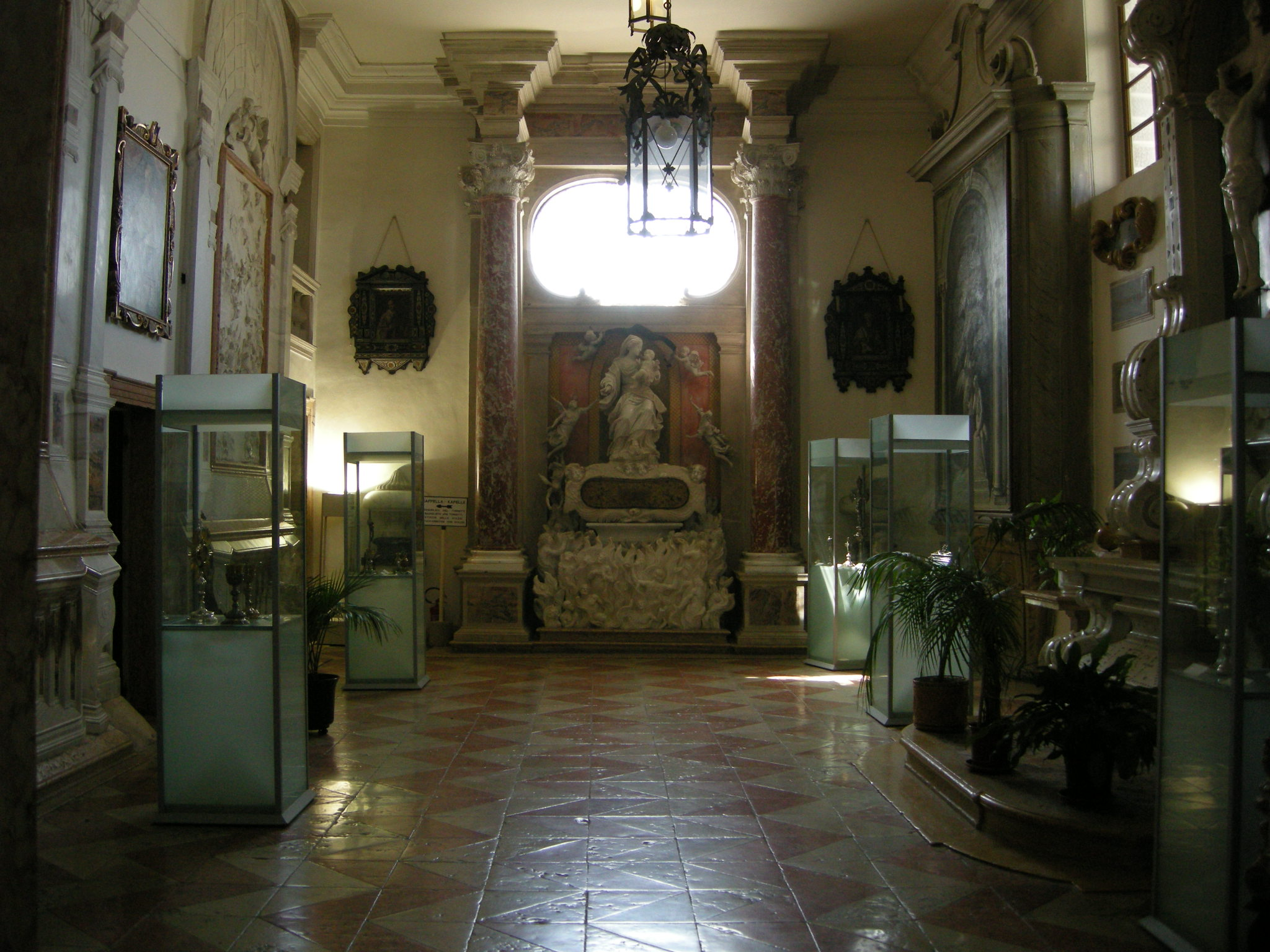
Sacrestia

## Collezioni ed esposizioni
Villa Manin contiene anche una zona museale di notevole interesse per il turista. Esposizione fissa è una raccolta di carrozze antiche; alcune stanze sono state arredate con mobili d'epoca e con dipinti del Museo di Udine, compresa la cosiddetta Camera di Napoleone, in cui si ipotizza dormì il generale francese all'epoca della firma del Trattato di Campoformio.
La villa ha ospitato importanti esposizioni di arte antica con nomi prestigiosi come quella già citata su Tiepolo, i Longobardi, Sebastiano Ricci, Giovanni Antonio da Pordenone e altri, fino ad arrivare all'arte astratta di Kandinsky del 2003. Notevoli anche le mostre di antiquariato, i concerti e convegni.
Dal 2004 al 2008 Villa Manin è stata Centro di Arte Contemporanea, caratterizzata per una programmazione annuale che alternava mostre tematiche con artisti provenienti da tutto il mondo, collaborazioni con importanti musei internazionali, progetti di scultura nel parco, esposizioni dedicate ad artisti del territorio (Spazio FVG) e vari eventi collaterali. La direzione artistica era affidata a Francesco Bonami. Alcune mostre: Love Hate Da Magritte a Cattelan (2004); Il teatro dell Arte - Capolavori dalla collezione del museo Ludwig; Luna park arte fantastica - Sculture nel Parco (2005), Infinite Painting - Pittura Contemporanea e Realismo Globale (2006); Hiroshi Sugimoto (2007); God & Goods (2008). In seguito ha ospitato molte altre mostre internazionali, dall'antologica di Giuseppe Zigaina (fino al 30 agosto 2009), alla mostra impressionista "Da Courbet a Monet. La diffusione del Realismo e dell'Impressionismo nell'Europa Centrale e Orientale" (dal 26 settembre 2009 al 7 marzo 2010), alla mostra "Munch e lo spirito del nord. Scandinavia nel secondo ottocento" (settembre 2010 - marzo 2011), alla mostra "Espressionismo" (settembre 2011 - marzo 2012). Da dicembre 2012 ad aprile 2013 ha ospitato la riedizione della mostra su Giambattista Tiepolo. "Robert Capa - La realtà di fronte" è stata invece la mostra presente da ottobre 2013 a febbraio 2014, seguita da "Man Ray a Villa Manin" (settembre 2014- febbraio 2015) e da "Joan Miró - Soli di notte" (ottobre 2015 - aprile 2016).